# Thwart Island
Thwart Island är en ö i Kanada.   Den ligger i provinsen Newfoundland och Labrador, i den östra delen av landet, 1 600 km öster om huvudstaden Ottawa. Arean är 28,8 kvadratkilometer.
Terrängen på Thwart Island är platt. Öns högsta punkt är 99 meter över havet. Den sträcker sig 9,9 kilometer i nord-sydlig riktning, och 6,0 kilometer i öst-västlig riktning.
Runt Thwart Island är det mycket glesbefolkat, med 6 invånare per kvadratkilometer.